# Municipio de Batavia (Míchigan)
El municipio de Batavia (en inglés: Batavia Township) es un municipio ubicado en el condado de Branch en el estado estadounidense de Míchigan. En el año 2010 tenía una población de 1339 habitantes y una densidad poblacional de 14,3 personas por km².

## Geografía
El municipio de Batavia se encuentra ubicado en las coordenadas 41°56′16″N 85°7′5″O / 41.93778, -85.11806. Según la Oficina del Censo de los Estados Unidos, el municipio tiene una superficie total de 93.64 km², de la cual 92.53 km² corresponden a tierra firme y (1.18%) 1.11 km² es agua.

## Demografía
Según el censo de 2010, había 1339 personas residiendo en el municipio de Batavia. La densidad de población era de 14,3 hab./km². De los 1339 habitantes, el municipio de Batavia estaba compuesto por el 96.12% blancos, el 0.3% eran afroamericanos, el 0.37% eran amerindios, el 0.22% eran asiáticos, el 0.07% eran isleños del Pacífico, el 1.87% eran de otras razas y el 1.05% pertenecían a dos o más razas. Del total de la población el 3.36% eran hispanos o latinos de cualquier raza.